# Selección de fútbol sub-20 de Gambia
La selección de fútbol sub-20 de Gambia, conocida también como la selección juvenil de fútbol de Gambia, es el equipo que representa al país en la Copa Mundial de Fútbol Sub-20 y en el Campeonato Juvenil Africano, y es controlada por la Federación de Fútbol de Gambia.

## Palmarés
- Campeonato Juvenil Africano: 0
  - Semifinales: 5

2007,2008,2009,2010,2011

## Estadísticas

### Mundial Sub-20
| Año   | Resultado        | J            | G            | E            | P            | GF           | GC           |
| ----- | ---------------- | ------------ | ------------ | ------------ | ------------ | ------------ | ------------ |
| 1979  | No clasificó     | No clasificó | No clasificó | No clasificó | No clasificó | No clasificó | No clasificó |
| 1981  | No clasificó     | No clasificó | No clasificó | No clasificó | No clasificó | No clasificó | No clasificó |
| 1983  | No clasificó     | No clasificó | No clasificó | No clasificó | No clasificó | No clasificó | No clasificó |
| 1985  | No clasificó     | No clasificó | No clasificó | No clasificó | No clasificó | No clasificó | No clasificó |
| 1987  | No clasificó     | No clasificó | No clasificó | No clasificó | No clasificó | No clasificó | No clasificó |
| 1989  | No clasificó     | No clasificó | No clasificó | No clasificó | No clasificó | No clasificó | No clasificó |
| 1991  | No clasificó     | No clasificó | No clasificó | No clasificó | No clasificó | No clasificó | No clasificó |
| 1993  | No clasificó     | No clasificó | No clasificó | No clasificó | No clasificó | No clasificó | No clasificó |
| 1995  | No clasificó     | No clasificó | No clasificó | No clasificó | No clasificó | No clasificó | No clasificó |
| 1997  | No clasificó     | No clasificó | No clasificó | No clasificó | No clasificó | No clasificó | No clasificó |
| 1999  | No clasificó     | No clasificó | No clasificó | No clasificó | No clasificó | No clasificó | No clasificó |
| 2001  | No clasificó     | No clasificó | No clasificó | No clasificó | No clasificó | No clasificó | No clasificó |
| 2003  | No clasificó     | No clasificó | No clasificó | No clasificó | No clasificó | No clasificó | No clasificó |
| 2005  | No clasificó     | No clasificó | No clasificó | No clasificó | No clasificó | No clasificó | No clasificó |
| 2007  | Octavos de final | 4            | 2            | 0            | 2            | 4            | 6            |
| 2009  | No clasificó     | No clasificó | No clasificó | No clasificó | No clasificó | No clasificó | No clasificó |
| 2011  | No clasificó     | No clasificó | No clasificó | No clasificó | No clasificó | No clasificó | No clasificó |
| 2013  | No clasificó     | No clasificó | No clasificó | No clasificó | No clasificó | No clasificó | No clasificó |
| 2015  | No clasificó     | No clasificó | No clasificó | No clasificó | No clasificó | No clasificó | No clasificó |
| 2017  | No clasificó     | No clasificó | No clasificó | No clasificó | No clasificó | No clasificó | No clasificó |
| 2019  | No clasificó     | No clasificó | No clasificó | No clasificó | No clasificó | No clasificó | No clasificó |
| 2023  | Octavos de final | 4            | 2            | 1            | 1            | 4            | 3            |
| Total | 2/23             | 8            | 4            | 1            | 3            | 8            | 9            |

### Campeonato Juvenil Africano
- de 1979 a 2005: No clasificó
- 2007: Tercer Lugar
- 2009: No clasificó
- 2011: Fase de grupos
- 2013 a 2019: No clasificó

## Seleccionadores
- Peter Bonu Johnson (2007)
- Lamin Sarr (2009-2013)